# Lekkoatletyka na Letnich Igrzyskach Paraolimpijskich 2012 – 200 metrów T34 kobiet
W biegu na 200 metrów kl. T34 kobiet podczas Letnich Igrzysk Paraolimpijskich 2012 rywalizowało ze sobą 11 zawodniczek. W konkursie udział wzięły osoby poruszające się na wózkach, posiadające drobne problemy ze sterowaniem pojazdami.

## Wyniki

### Eliminacje

#### Bieg 1
| Miejsce | Zawodniczka      | Państwo           | Czas  | Uwagi |
| ------- | ---------------- | ----------------- | ----- | ----- |
| 1.      | Rosemary Little  | Australia         | 34.69 | Q, OC |
| 2.      | Amy Siemons      | Holandia          | 34.88 | Q     |
| 3.      | Yousra Ben Jemaa | Tunezja           | 36.81 | Q, AF |
| 4.      | Melissa Nicholls | Wielka Brytania   | 39.41 | q     |
| 5.      | Carleigh Dewald  | Stany Zjednoczone | 40.36 | q     |
| 6.      | Haruka Kitaura   | Japonia           | 41.89 |       |

#### Bieg 2
| Miejsce | Zawodniczka     | Państwo           | Czas  | Uwagi |
| ------- | --------------- | ----------------- | ----- | ----- |
| 1.      | Hannah Cockroft | Wielka Brytania   | 33.20 | Q, PR |
| 2.      | Desiree Vranken | Holandia          | 35.56 | Q, PB |
| 3.      | Rachael Burrows | Kanada            | 39.59 | Q     |
| 4.      | Kristen Messer  | Stany Zjednoczone | 40.45 |       |
| 5.      | Kristy Pond     | Australia         | 43.92 |       |

### Finał
| Miejsce | Zawodniczka      | Państwo           | Czas  | Uwagi |
| ------- | ---------------- | ----------------- | ----- | ----- |
|         | Hannah Cockroft  | Wielka Brytania   | 31.90 | PR    |
|         | Amy Siemons      | Holandia          | 34.16 |       |
|         | Desiree Vranken  | Holandia          | 34.85 | PB    |
| 4       | Rosemary Little  | Australia         | 35.08 |       |
| 5       | Yousra Ben Jemaa | Tunezja           | 37.68 |       |
| 6       | Rachael Burrows  | Kanada            | 38.51 |       |
| 7       | Melissa Nicholls | Wielka Brytania   | 40.00 |       |
| 8       | Carleigh Dewald  | Stany Zjednoczone | 41.53 |       |